# Свинарски дол
Свинàрски дол е село в Северна България, община Габрово, област Габрово.

## География
Село Свинарски дол се намира на около 6 km север-северозападно от центъра на град Габрово, на около 0,5 km северозападно от третокласния републикански път III-4403 в участъка му между селата Седянковци и Читаковци и срещу намиращото се отвъд пътя село Ветрово. Разположено е в южния край на западната част на платото Стражата, върху терен с преобладаващ наклон по дола на изток и надморска височина в центъра на селото около 610 – 615 m.
Населението на село Свинарски дол, наброявало 82 души при преброяването към 1934 г. и 91 към 1946 г., намалява до 15 към 1985 г. и 9 души (по текущата демографска статистика за населението) към 2019 г.

## История
През 1995 г. дотогавашното населено място колиби Свинарски дол придобива статута на село..

## Население))
Преброяване на населението през 2011 г.
Численост и дял на етническите групи според преброяването на населението през 2011 г.:
|                     | Численост | Дял (в %) |
| Общо                | 13        | 100,00    |
| Българи             | 13        | 100,00    |
| Турци               | 0         | 0,00      |
| Цигани              | 0         | 0,00      |
| Други               | 0         | 0,00      |
| Не се самоопределят | 0         | 0,00      |
| Неотговорили        | 0         | 0,00      |